# Energie en tijd
Energie en tijd is een wandsculptuur uit 1962 van de kunstenaar Hans Verhulst. De sculptuur van beton en staal bevindt zich op een aan de Lauriergracht grenzende muur van het onderstation Marnixstraat.
De plaats van het object heeft vanaf het begin van de stadsuitbreidingen in Amsterdam te maken gehad met energie. Eerst was er de Engelsman, een gasfabriek van de Imperial International Gasassociation gevestigd. In 1962 werd er het grootste onderstation van het Gemeente Energie (Bedrijf) in gebruik genomen; de plannen ervoor dateerden al van 1956. Het ontwerp is afkomstig van de  Dienst der Publieke Werken met specifieke architect Hendrik Jan de Kimpe. Het moest de elektriciteitsvoorziening, inclusief elektriciteit voor de trams, van dit deel van Amsterdam-West op peil houden (het gebied tussen Rozengracht/De Clecqstraat, Herengracht, Nieuwe Spiegelstraat, Vondelpark, Ten Katestraat). Voor de bouw van het pand was 11,5 miljoen gulden nodig.
Energie en tijd werd bij een onderzoek naar wandkunst van na de Tweede Wereldoorlog in 2018 ingedeeld in het topsegment van kunst in de openbare ruimte (topsegment tegenover waardevol en behoudenswaardig). Kunsthistoricus Yteke Spoelstra plaatste het in de hoogste categorie bij dat onderzoek
- onderdeel van het oeuvre van Hans Verhulst
- geometrisch abstract kunstwerk uit de jaren 60
- deel uitmakend van het oeuvre van Groep A'dam
- opvallend gevelelement, dat past bij de bestemming van het gebouw
- alhoewel stilstaand kan het door schaduwwerking ook als kinetisch kunstwerk gezien worden